# Eudonia hiranoi
Eudonia hiranoi  (лат.) — вид чешуекрылых насекомых из семейства огнёвок-травянок. Распространён в Сахалинской области, на южных Курильских островах (Уруп, Кунашир) и в Японии. Размах крыльев 13—23 мм. Передние крылья светло-серые. Бабочки встречаются с июля по август.